# Last in Line
I Last in Line sono un gruppo heavy metal statunitense nato dai membri della formazione originaria dei Dio nel 2012.
Il nome del gruppo è preso dall'album The Last in Line (1984), il primo che ha visto insieme i membri che hanno formato i Last in Line.

## Storia

### Le origini
Il frontman Ronnie James Dio e il batterista Vinny Appice fondarono i Dio nel 1982 con il bassista Jimmy Bain e il chitarrista Vivian Campbell. Il quartetto debuttò con l'album Holy Diver nel 1983, in cui Dio e Bain si divisero le parti di tastiera, prima di affidare l'incarico al nuovo membro Claude Schnell. La band divenne per cui un quintetto durante le registrazioni del successivo The Last in Line. Questa formazione registrò anche l'album Sacred Heart, prima dell'allontanamento di Campbell nel 1986. I membri restanti lo sostituirono con Craig Goldy per registrare Dream Evil, tuttavia anche Bain, Appice e Schnell decisero successivamente di lasciare il gruppo.

### Nascita del gruppo

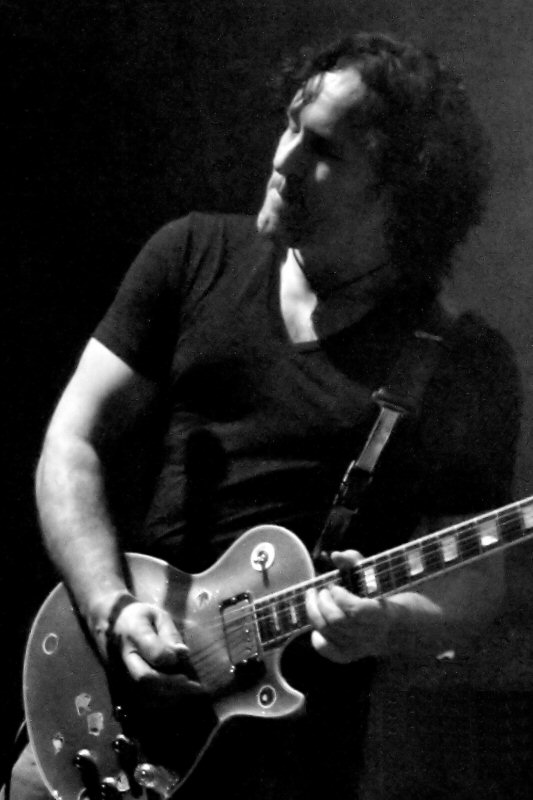
Vivian Campbell

Dopo la morte di Ronnie James Dio avvenuta nel 2010, Campbell, Appice, Bain e Schnell si ritrovarono per una jam session con il cantante Andrew Freeman nel febbraio 2012. Pochi mesi dopo venne annunciata ufficialmente la nascita dei Last in Line per una serie di concerti in cui venivano riproposti classici provenienti dai primi tre album dei Dio. Tuttavia il progetto fu temporaneamente rinviato a causa degli impegni di Campbell con i Def Leppard.
Il primo concerto del gruppo si tenne il 3 agosto 2013 a Fullerton (California); venne suonato l'intero Holy Diver più cinque canzoni provenienti da The Last in Line e due da Sacred Heart. Successivamente la band intraprese una serie di date nel Regno Unito. La band venne di nuovo messa in pausa a seguito dei necessari trattamenti di Campbell contro un linfoma di Hodgkin e nuovi impegni con i Def Leppard.
I Last in Line si riunirono in studio per registrare un nuovo album nell'aprile 2014. Il 10 novembre 2015, venne annunciato che Schnell non avrebbe più fatto parte della band, in quanto gli altri membri erano intenzionati a presentarsi come un quartetto nello stesso modo in cui venne registrato Holy Diver (ovvero prima dell'ingresso di Schnell nei Dio). Una settimana dopo, il 17 novembre, la band pubblicò il videoclip del primo singolo Devil in Me e annunciò ufficialmente l'uscita dell'album di debutto Heavy Crown per il 19 febbraio 2016 attraverso l'etichetta italiana Frontiers Records.
Il 24 gennaio 2016 morì improvvisamente Jimmy Bain mentre la band si trovava in tour con i Def Leppard. Il giorno seguente fu pubblicato il videoclip del brano Starmaker in onore del musicista scomparso. Successivamente i Last in Line annunciarono l'intenzione di voler proseguire comunque la loro avventura e debuttarono con il nuovo bassista Phil Soussan il 14 aprile 2016.
Nel marzo 2017 Campbell confermò che un secondo album era "ben avviato", ma gli impegni con i Def Leppard non consentivano di completarlo entro quell'anno. Il produttore Jeff Pilson svelò in seguito che il disco sarebbe stato pubblicato nel 2019. Il 28 novembre 2018 la band pubblicò il videoclip del brano Landslide e annunciò l'uscita del nuovo lavoro, II, per il 22 febbraio 2019.

## Formazione

### Formazione attuale
- Andrew Freeman - voce (2012–oggi)
- Vivian Campbell - chitarra (2012–oggi)
- Phil Soussan - basso (2016–oggi)
- Vinny Appice - batteria (2012–oggi)

### Ex componenti
- Jimmy Bain - basso (2012–2016)
- Claude Schnell - tastiera (2012–2015)
- Eric Norlander - tastiera (2016-2019)

## Discografia

### Album in studio
- 2016 - Heavy Crown
- 2019 - II
- 2022 - Jericho

### Singoli
- 2015 - Devil in Me
- 2015 - Martyr
- 2016 - Starmaker
- 2016 - Blame It on Me
- 2018 - Landslide
- 2019 - Year of the Gun
- 2019 - Blackout the Sun